# Système reproducteur des planaires

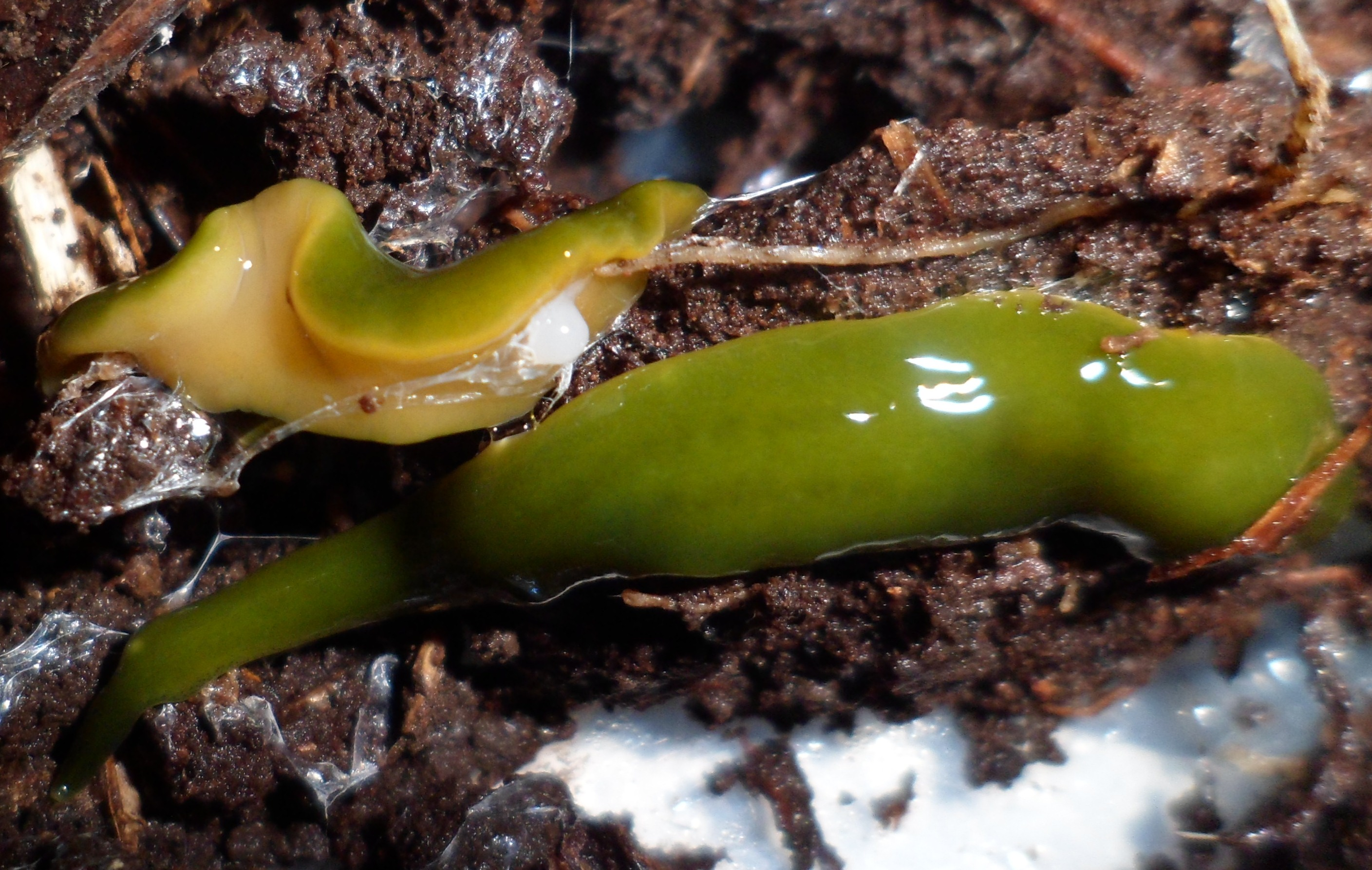
Deux individus d juste après leur accouplement. La structure blanche sous l'animal supérieur est la papille du pénis en saillie.

Le système reproducteur des planaires est largement similaire parmi leurs différentes familles, bien que les structures associées puissent varier en complexité.
Toutes les planaires sont hermaphrodites : leur système reproducteur comporte donc une partie mâle et une partie femelle. Les deux parties communiquent avec la surface du corps par une seule ouverture appelée gonopore, qui est située sur la face ventrale de la moitié postérieure du corps.

## Partie mâle de l'appareil reproducteur

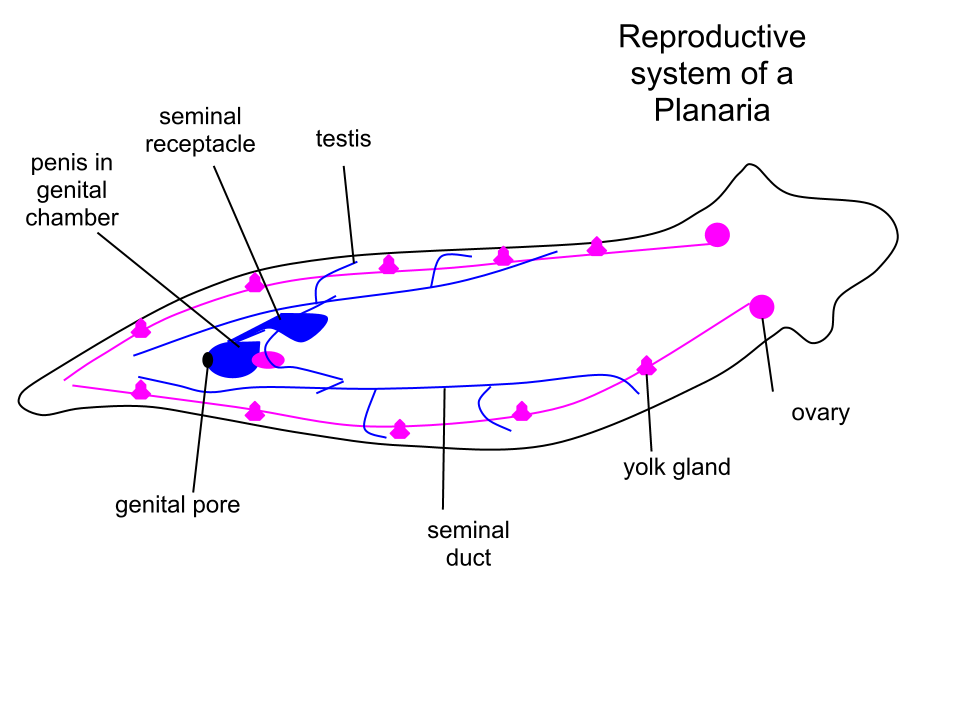
Schéma du système reproducteur d'une planaire d'eau douce.

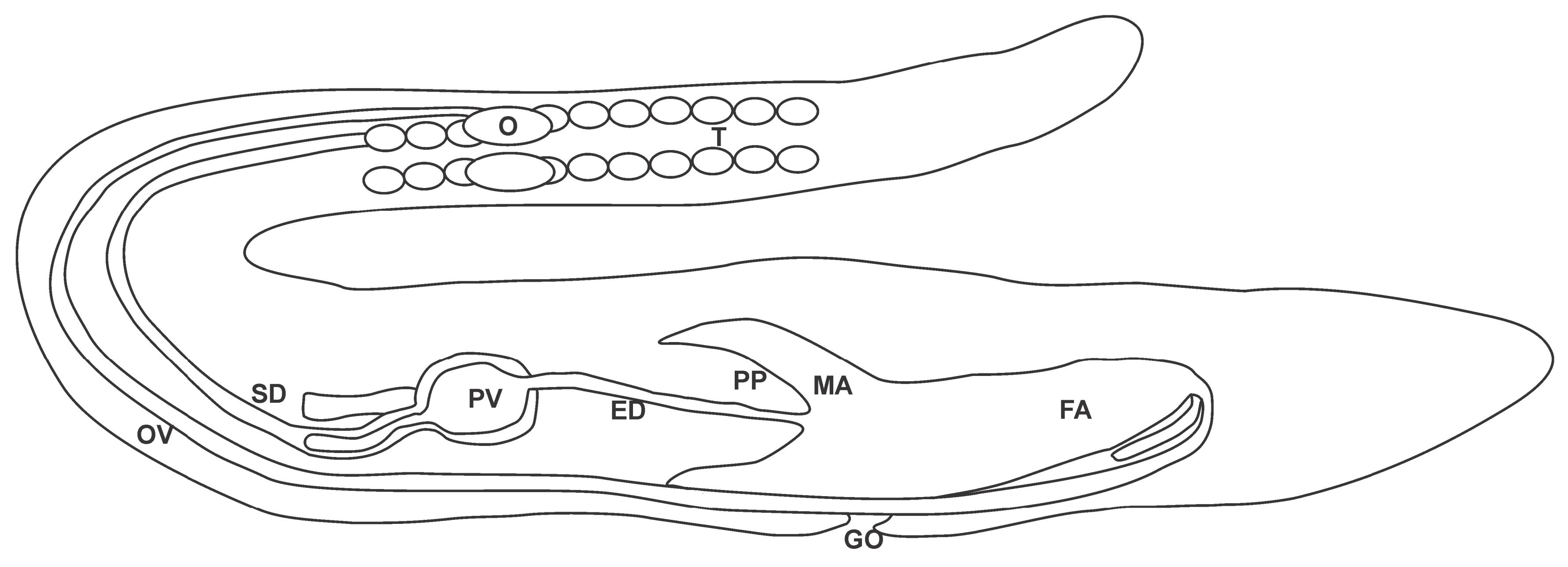
Version simplifiée du système reproducteur d'une planaire.

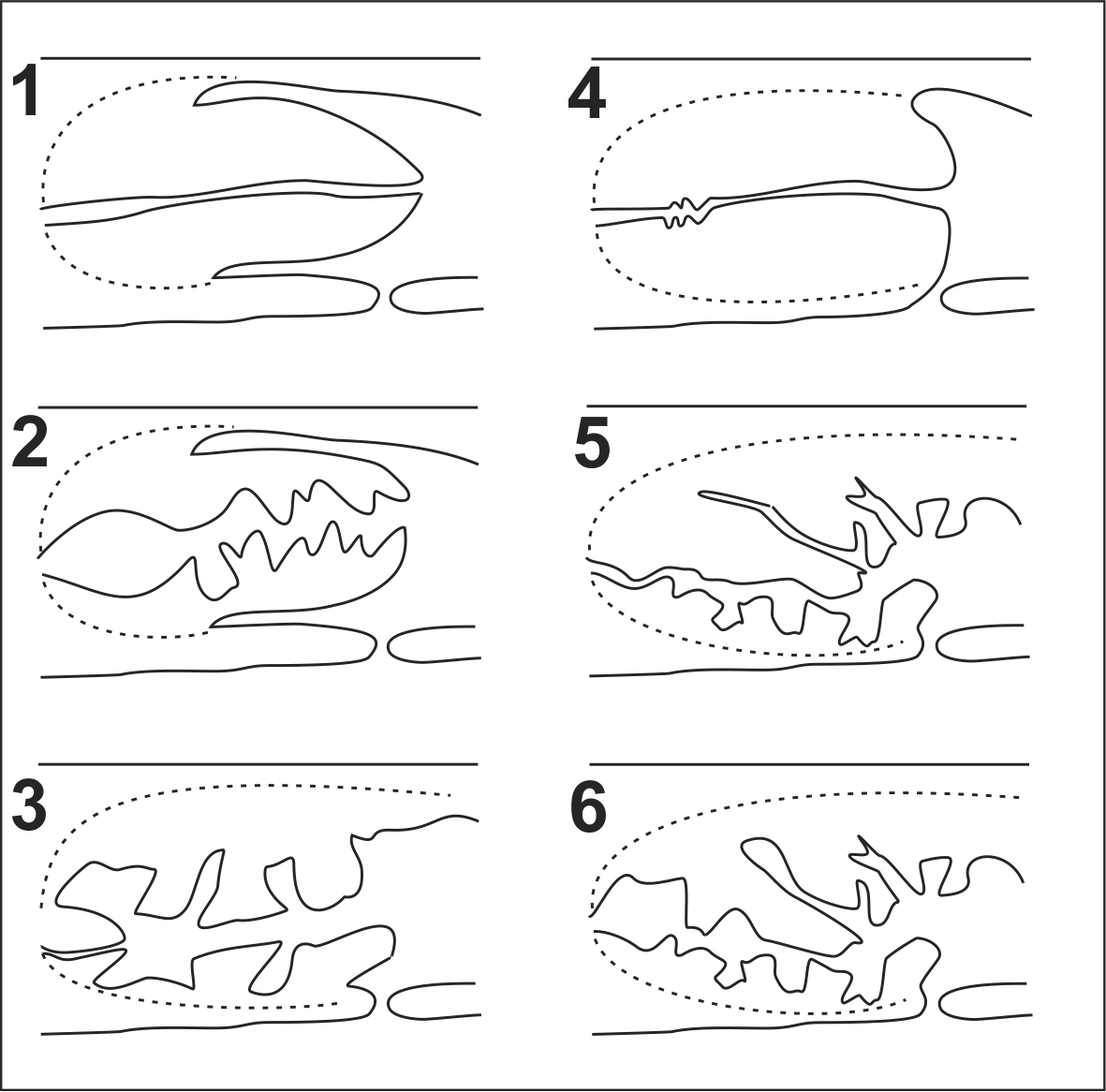
6 types de pénis chez les planaires terrestres : (1) papille pénienne permanente, pénis en saillie ; (2) papille apparente du pénis ; (3) papille intra-antrale du pénis; (4) pénis inversé; (5) absence de papille du pénis avec canal éjaculateur ; (6) absence de papille pénien, sans canal éjaculateur.

La partie mâle du système reproducteur des planaires comprend un ensemble de testicules répartis dans tout leurs corps en deux rangées ou plus. Celles-ci sont généralement concentrées dans les deux tiers antérieurs du corps, bien qu'elles puissent atteindre la partie postérieure. Les testicules sont reliés à l'un des deux canaux spermatiques qui s'étendent vers le gonopore à l'arrière.
Dans certains groupes, les canaux spermatiques se rejoignent vers l'arrière, formant le canal éjaculateur, qui s'ouvre alors dans une cavité appelée « oreillette mâle ». Chez d'autres, comme les planaires terrestres (géoplanidés), les deux s'ouvrent dans la vésicule prostatique, un organe glandulaire qui s'étend ensuite vers l'arrière et s'ouvre dans l'oreillette mâle, généralement par un canal éjaculateur. L'oreillette mâle est située en avant du gonopore.
Habituellement associée au canal éjaculateur, il existe une structure formée essentiellement par un pli des parois de l'oreillette mâle et appelée « papille pénienne ». Cette papille du pénis est une structure permanente qui occupe une partie ou la totalité de l'oreillette mâle et fait saillie pendant la copulation ; elle est donc aussi appelée pénis en saillie. Chez les espèces sans papille du pénis, le pénis se forme uniquement lors de la copulation par une projection des parois dans l'oreillette mâle et est appelé pénis éversible.
Chez les planaires terrestres, la structure de l'oreillette mâle peut être assez variable entre les différents genres. Les constructions les plus courantes sont,, :
- Papille pénienne permanente ou vraie : Un gros repli en forme de pénis occupe tout ou la majeure partie de l'oreillette masculine et est traversé par un canal éjaculateur. On la trouve notamment dans les genres Geoplana (en), Obama, Cratera (en), Paraba (en), Polycladus (en) et Microplana (en).
- Papille apparente du pénis : similaire à une vraie papille du pénis, mais avec une large cavité éjaculatoire au lieu d'un canal éjaculateur. On la trouve dans le genre Matuxia (en).
- Papille pénienne intra-antrale : une version beaucoup plus petite de la vraie papille pénienne, perçue comme une petite structure conique dans l'oreillette masculine, qui est principalement occupée par des plis irréguliers. On la trouve notamment dans les genres Amaga (en) et Endeavouria (en).
- Pénis inversé : une structure qui remplit la majeure partie de l'oreillette masculine, laissant un canal étroit connecté à la vésicule prostatique et qui ressemble à un canal éjaculateur. Ce canal est cependant poussé vers l'extérieur pendant la copulation, formant alors la paroi externe du pénis. On le trouve dans l'espèce Choeradoplana minima (en).
- Papille de pénis absente : l'oreillette masculine n'a pas de structure permanente semblable à un pénis, c'est-à-dire qu'elle contient un pénis éversible et est généralement remplie de plis irréguliers. Un canal éjaculateur peut être présent (comme chez Pasipha (en), Imbira (en) et Luteostriata (en) ) ou non (comme chez Notogynaphallia (en)).

## Partie femelle de l'appareil reproducteur
La partie femelle du système reproducteur des planaires est formée de deux ovaires dans la région antérieure. À la sortie des ovaires, une paire d'oviductes (ou, plus précisément, d'ovovitelloductes) court vers le gonopore à l'arrière. Un groupe de glandes vitellines se connecte également à ces conduits, car les planaires sont des néoophores et le vitellus n'est pas situé à l'intérieur de leurs œufs.
Les ovovitelloductes débouchent dans une cavité appelée « oreillette femelle », située en arrière du gonopore. Les ovovitelloductes peuvent se rencontrer et former un seul canal (ovovitelloducte commun) avant d'entrer dans l'oreillette femelle. La partie arrière des ovovitelloductes est généralement entourée de glandes à coquille, qui sécrètent la matière de la coque des œufs.

## Structures accessoires

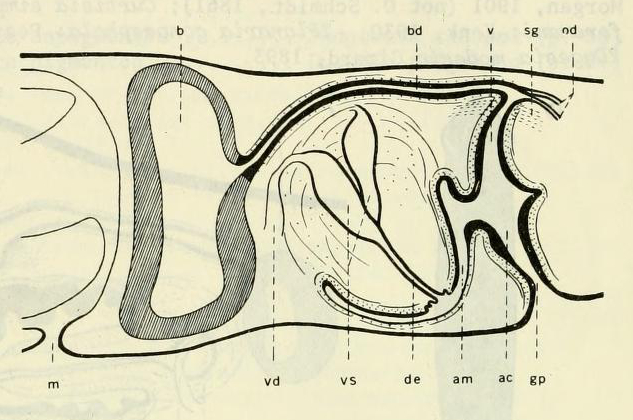
Système reproducteur de Girardia tigrina. La grande structure en forme de poche sur la gauche est la bourse copulatrice.

Chez les planaires d'eau douce et marines, on trouve généralement une bourse copulatrice, une structure qui a pour fonction de stocker le sperme après l'accouplement.
Certaines planaires terrestres (comme les genres Planaria, Artioposthia (en), Arthurdendyus (en), Coleocephalus (en) et Newzealandia (en)) ont une série de saillies digitées près des oreillettes mâles et femelles, appelées adenodactyles. Ces adénodactyles contiennent des glandes et produisent plusieurs sécrétions considérées comme utiles pendant la reproduction.